# Gizelher
Gizelher (? - prije 436.) bio je kralj Burgunda (Drugo Burgundsko Kraljevstvo). U izvorima ga se spominje pod imenoma Gislaharius). 
Bio je mlađi sin burgundskog kralja Gebike, drugi po starosti. Imao je braću Gundahara i Gundomara.
Vladao je Burgundima nakon starijeg brata Gundomara. Vrijeme njegova kraljevanja je obilježilo što je prije njega ili na početku njegova vladanja Burgundi formalno postali zapadnorimskim foederatima. Prostorno su Burgundi, odnosno naselili se na području oko današnjeg Wormsa.
Gizelher je ušao u mitologiju. Jedan je od likova u Pjesmi o Nibelunzima. U tom je epu naveden kao najmlađi brat Gundaharu, Gundomaru i Krimhildi, a mati mu je Ute. Spominje ga se kao zaručnika Ditlinde, grofa Rüdigera Bechelarenskog.

## Vanjske poveznice
- Giselher